# Severobaikalsk
Severobaykalsk (en ruso: Северобайка́льск) es una ciudad de Rusia perteneciente a la república de Buriatia. Está situada en la orilla noreste del lago Baikal en la desembocadura del río Tya y a unos 440 kilómetros al norte de Ulán-Udé. Su población en el año 2006 era de 25.700 habitantes.
Severobaykalsk se fundó en los años setenta para los trabajadores contratados en la construcción del ferrocarril Baikal Amur Magistral. Recibió el estatuto de ciudad en 1980.

## Historia
La historia de Severobaykalsk está estrechamente relacionado con la historia del Ferrocarril Baikal-Amur. Fue fundada en 1974 con Asentamiento de tipo urbano como un acuerdo de trabajo para los trabajadores de la construcción de la BAM, que sirve como centro logístico y un punto de partida para el proyecto de ferrocarril. Al oeste de la línea de ferrocarril se desarrolló a Bratsk y al este a Tynda. En este momento el único asentamiento en la zona era el pueblo de Nizhneangarsk, situado en el borde de una llanura pantanosa en el extremo norte del lago. Se decidió desarrollar la nueva ciudad de Severobaykalsk a 20 kilómetros (12 millas) al suroeste de Nizhneangarsk en una meseta sobre el lago, lo que permite nuevas ampliaciones y el desarrollo en el futuro.[9] Originalmente se planeó para aumentar la población a 140.000 personas.[10]
Los primeros voluntarios del Komsomol y los trabajadores llegaron en 1974 y fundaron un campo de trabajo que luego se convertiría en la ciudad de Severobaykalsk. El campamento fue nombrado inicialmente en Novogodny (en ruso: Новогодний , lit. Año Nuevo) y consistía en carpas, chozas de madera y vagones del ferrocarril. El campamento creció rápidamente con el desarrollo del ferrocarril, y Severobaykalsk se concedió finalmente la categoría de ciudad en 1980.[5] Durante este tiempo hasta la finalización oficial de la línea de ferrocarril en 1984 la ciudad tenía una asociación con Leningrado. Desde la finalización del Baikal Amur la ciudad ha estado en declive, con muchos proyectos cancelados durante la Perestroika.[9]
La población alcanzó un máximo con un estimado de 35.000 habitantes en la década de 1980 y posteriormente disminuyó. A medida que la ciudad fue fundada principalmente por voluntarios del Komsomol la población es relativamente joven. El noventa por ciento de la población es ortodoxa rusa.

## Demografía
| 28,336                     | 25,434 | 25,800 | 25,700 |
| (Fuente: [cita requerida]) |        |        |        |

- Datos: Q193662
- Multimedia: Severobaykalsk / Q193662